# Спурій Сервілій Пріск
Спу́рій Серві́лій Пріск (лат. Spurius Servilius Priscus; V століття до н. е.) — політик, державний і військовий діяч Римської республіки, консул 476 року до н. е.

## Біографічні відомості
Походив з впливового патриціанського роду Сервіліїв. Його батьком був Публій Сервілій Пріск Структ, консул 495 року до н. е. Про молоді роки Спурія Сервілія відомостей не збереглося.
476 року до н. е. його було обрано консулом разом з Авлом Вергінієм Трікостом Рутилом. Під час бойових дій проти міста Вейї допоміг Авлу Вергінію, який потрапив у пастку до супротивника. Після тривалої запеклої битві зміг відбити в супротивника пагорб Янікул, який до цього вейянці захопили. 
475 року до н. е. його звинуватили трибуни того року в поганому веденні війни з Вейями, але Авл Вергіній дав вигідні для нього свідчення, і його було виправдано. Того ж року Спурій Сервілій брав участь у війні проти Вейї як легат консула того року Публія Валерія Публіколи. Їм вдалося розбити веянців та їхніх союзників сабінян, після чого війна була припинена.        
Про подальшу долю Спурія Сервілія відомостей не збереглося.

## Родина
- Батько Публій Сервілій Пріск Структ, консул 495 року до н. е.
- Син Публій Сервілій Пріск, консул 463 року до н. е.